# Tylkowa Szczelina
Tylkowa Szczelina – jaskinia w Dolinie Lejowej w Tatrach Zachodnich. Ma trzy otwory wejściowe położone w skałkach od strony Doliny Lejowej w Raptawickiej Grani prowadzącej od szczytu Kominiarskiego Wierchu w stronę Raptawickiej Turni na wysokościach 1736, 1738 i 1750 metrów n.p.m. Leży w odległości ok. 100 m w kierunku północno-wschodnim od Jaskini Skośnej. Długość jaskini wynosi 98 metrów, a jej deniwelacja 25 metrów.

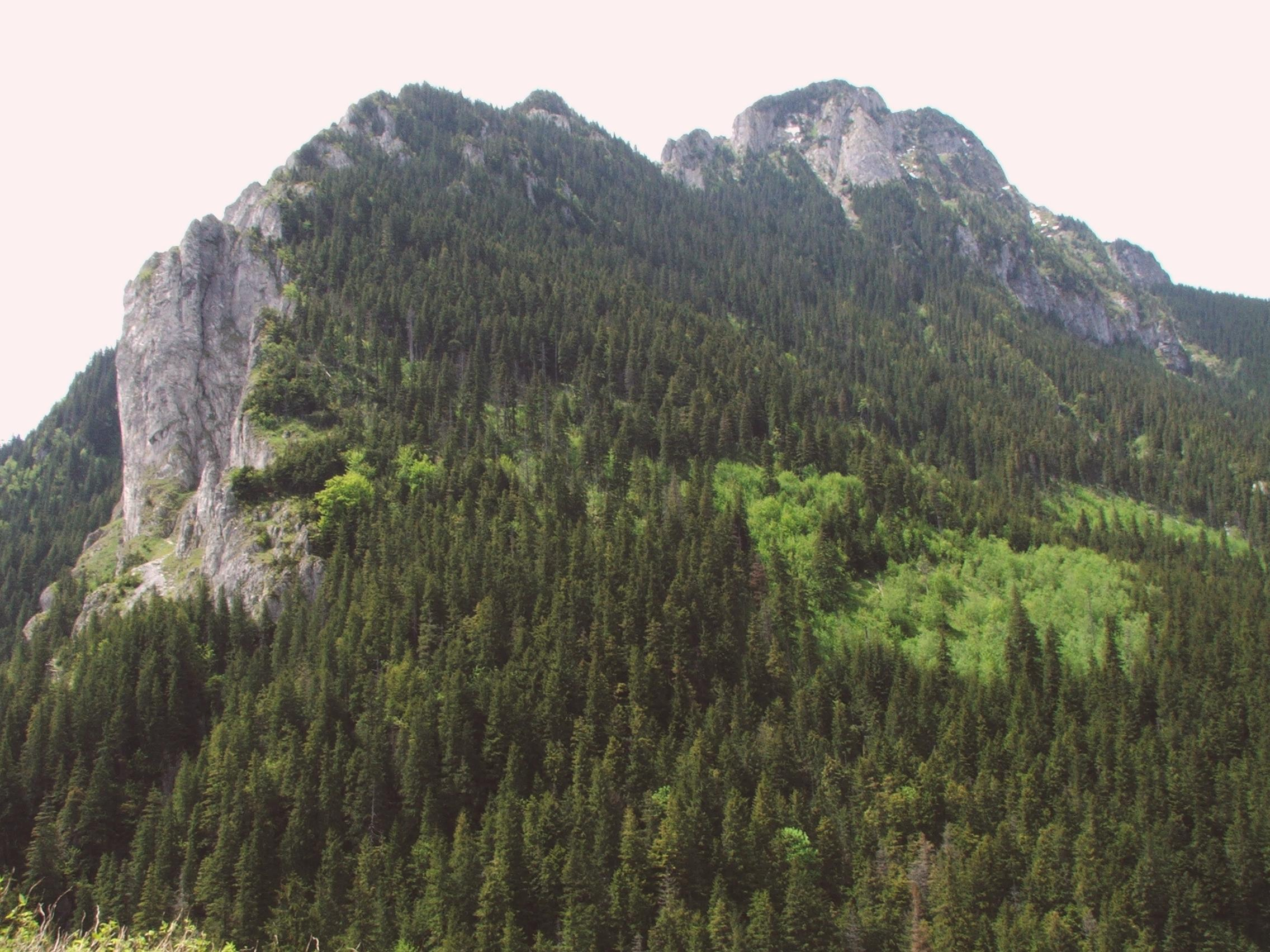
Raptawicka Grań

## Opis jaskini
Jaskinia posiada 3 otwory wejściowe. Otwór najwyżej położony (główny), znajdujący się na szczycie turni, zaczyna się pionową szczeliną, która po 10 metrach dochodzi do drugiej szczeliny. W jednej jej części znajdują się dwa pozostałe otwory, wychodzące na stronę Kominów Dudowych, w drugiej niewielka salka. Jaskinię, rozwiniętą w 2 poziomach, tworzą dwie krzyżujące się szczeliny tektoniczne.  W czasie odkrycia dolny ciąg zamknięty był pokrywą firnową, której grubość przekraczała 3 m.

## Przyroda
W jaskini brak jest nacieków. Rosną w niej mchy. Dno drugiej szczeliny przez cały rok pokryte jest lodem.   

## Historia odkryć
Jaskinię odkryli jesienią 1965 roku członkowie Sekcji Grotołazów z  AKT Poznań.